# Allt Möjligt
Allt Möjligt är en revy av och med Galenskaparna och After Shave.
Revyn Allt möjligt hade premiär på Lorensbergsteatern i Göteborg i september 2000. Flera figurer och nummer var hämtade ur TV-serien GladPack. Efter 94 föreställningar i Göteborg åkte Allt Möjligt vidare till Chinateatern i Stockholm. En förkortad version av föreställningen sändes i SVT på nyårsafton 2001.
Recensenterna tyckte inte att denna föreställning tillhörde det bästa Galenskaparna och After Shave gjort, men ett sångnummer som handlade om Sveriges regering fick mycket fin kritik.
Denna revy hade länge enbart visats i SVT, utan VHS- eller DVD-utgåva. Detta var på grund av att allt innehåll i Allt Möjligt inte tillfaller Claes Eriksson eller Galenskaparna och After Shave äganderätt. Många sångnummer är gamla melodier av andra artister fast med ny text av gänget själva, till exempel låten "Rätt regering" som handlar om den dåvarande svenska regeringen. Dock fanns en med som extramaterial på den DVD med TV-serien GladPack som släpptes den 25 augusti 2010.